# あっくんとカノジョ
『あっくんとカノジョ』は、杜若わかによる日本の漫画作品。『月刊コミックジーン』（KADOKAWA）にて、2013年7月号（2013年6月16日発売）から2018年7月号（2018年6月15日発売）まで連載された。極度のツンデレである主人公と、非常に打たれ強いヒロインの恋愛模様を描いだラブコメディ作品。

## 登場人物
担当声優は、ドラマCD / テレビアニメ / 朗読劇。
荘 敦大（かがり あつひろ）
声 - 福山潤 / 鈴木達央、大越あみ(小学生時代) / 松田将希
本作の主人公。高校2年生。のんからの愛称は「あっくん」。中学からの彼女であるのんに対して暴言や無視などの行為を平気で行うが、その実態は重度のツンデレであり、のんがいない場ではデレながら彼女の愛くるしさを妹や松尾に語り、盗聴や尾行などストーカー紛いの行動までするほど彼女に惚れている。意識的にのんへの好意を表に見せないが、はぐれることを心配したり、無意識にのんへの好意を見せることもある。

あっくんと呼ばれる人物は他にもいる。その代表格が、日本に住んでいるあっくんだ。同中の先輩五人組に絡まれ困っているが、いっくんと呼ばれる恋人がおり、生活は平凡ながら充実している。部活はサボり気味だそう。
片桐 のん（かたぎり のん）
声 - 悠木碧 / 諏訪彩花 / 最上みゆう
本作のヒロイン。敦大の彼女。愛称は「のんたん」。敦大に冷たくされてもそれが本心でないツンデレ行為であることに気づいており、付き合いの長さもあり全く気にせず接する。敦大が無意識にデレる所に至福を感じている。なお、敦大が裏で何をやっているかは知らずにいる。敦大の他にも彼女への好意を寄せている人物がいる。基本的に優しい性格だが、敦大が無理に負担のかかる行動をしようとすると怒って諌めたりする。
松尾 真砂（まつお まさご）
声 - 岡本信彦 / 植田圭輔 / 植田圭輔
荘の友人。荘のストーカー行為を知り辟易しながらも、彼との友人関係を継続している。重度のギャルゲーム好きで、敦大の家に上がりこんではゲームをプレイし、キャラクターに対して本気の恋愛をしている。また、遊びに来る関係上、千穂と絡む機会が多く、気にかけている面も多い。
荘 千穂（かがり ちほ）
声 - 内田真礼 / 香里有佐 / 長澤茉里奈
敦大の妹。中学2年生。反抗期の真っ只中でつんけんな態度が多いが、根は真面目。のんが好きで、兄とは負けず劣らずいつものんを取り合っている。松尾とはよく絡むが、その度に突っぱねている（突っぱね方にずれがあるため、関係を知らない人から恋人と誤解されやすい）。
入江 小凪（いりえ こなぎ）
声 - 小澤亜李 / 嘉陽光 / 嘉陽光
敦大たちの同級生。底抜けに明るくポジティブな性格。窪村に片思いをしており、性格もあってかことあるごとに彼に絡んでいく。頭はいいかもしれないと言われているが、彼に絡むことを重視しているためか斜め上気味に発揮している。
窪村 匠（くぼむら たくみ）
声 - 中村悠一 / 羽多野渉 / 山内圭輔
敦大たちの担任教諭。真面目な苦労人で、彼と一緒にいるために補習すら敢行しようとするほど猛烈にアタックしてくる入江に翻弄される。
荘 櫻子（かがり さくらこ）
声 - 小林沙苗 / 藤東知夏 / 藤東知夏
敦大と千穂の母親。旧姓、和泉。荘家一の権力者。お茶目かつ掴みどころのない性格で、よく夫をからかっている。
荘 圭太（かがり けいた）
声 - 木内秀信 / 板垣優稀 / 平本雄
敦大と千穂の父親。息子とのんの交際関係を知らなかったり松尾を千穂の彼氏と誤認するなど、抜けている部分がある。
片桐 月実（かたぎり つぐみ）
声 - 中原麻衣 / 名取舞 / なし
のんの母親。夫のそっけない態度もまったく気にしないなど、のんに似て打たれ強い。原作では月実の読み方のルビが「つぐみ」の箇所と「つきみ」の箇所が存在する。
片桐 正一郎（かたぎり しょういちろう）
声 - 遊佐浩二 / 橘諒 / なし
のんの父親。ツンデレ。密かに娘を溺愛しており、似た者同士の荘とは関係が良好。名前の読み方は原作のルビでは「しょういちろう」、アニメ版では「せいいちろう」と発音されている。
日向野 優衣（ひがの ゆい）
声 - なし / 仲田ありさ / なし
千穂の同級生。イケメン好き。年相応に恋愛に興味を持っており、松尾を千穂の彼氏と勘違いしている。

## 書誌情報
- 杜若わか『あっくんとカノジョ』 KADOKAWA〈MFコミックス ジーンシリーズ〉、全8巻
  1. 2014年2月27日発売[7]、ISBN 978-4-04-066289-3
  2. 2014年9月27日発売[8]、ISBN 978-4-04-066863-5
  3. 2015年5月27日発売[9]、ISBN 978-4-04-067527-5
  4. 2016年1月27日発売[10]、ISBN 978-4-04-067890-0
  5. 2016年8月27日発売[11]、ISBN 978-4-04-068516-8
  6. 2017年3月27日発売[12]、ISBN 978-4-04-069101-5
  7. 2017年11月27日発売[13]、ISBN 978-4-04-069528-0
  8. 2018年6月27日発売[14]、ISBN 978-4-04-069908-0

## ドラマCD
2016年12月21日にフロンティアワークスから発売された。

## テレビアニメ
2018年4月から9月まで、AT-Xほかにて5分枠の短編アニメとして放送された。

### スタッフ
- 原作 - 杜若わか[16]
- 監督・演出・音響監督 - 片貝慎[3]
- シリーズ構成 - 山田由香[16]
- キャラクターデザイン・総作画監督・作画監督 - 谷口元浩[16]
- プロップデザイン - 鈴木彩乃[3]
- 色彩設計 - 松森より子[3]
- 撮影監督 - 松崎信也[3]
- 美術監督 - 柴田正人[3]
- 美術設定 - 金島邦夫、柴田正人
- 編集 - 山岸歩奈実
- 音楽 - 斎藤悠弥、Sound Drive
- 音楽制作 - Sound Drive
- 音響制作 - スリートゥリー、叶音[3]
- プロデューサー - 杉浦綾香、瀬川昇、天野幸大、中野結衣、原田浩介
- アニメーションプロデューサー - 加百優喜雄
- アニメーション制作 - ゆめ太カンパニー[16]
- 製作 - あっカノ製作委員会

### 主題歌
「恋のバルーン」
第1クール主題歌。作詞・歌は大島はるな、作曲・編曲は斎藤悠弥。
「We☆Pace!!」
第2クール主題歌。作詞・大島はるな、作曲・編曲は斎藤悠弥、歌は大島はるな feat.恵比寿coffret。

### 各話リスト
| 話数   | サブタイトル       | 脚本       | 絵コンテ |        |
| ------ | ------------------ | ---------- | -------- | ------ |
| 第1話  | 彼氏の実態         | 山田由香   | 片貝慎   |        |
| 第2話  | 手慣れた彼女       | 山田由香   | 片貝慎   |        |
| 第3話  | 咀嚼回数           | 山田由香   | 大嶋博之 |        |
| 第4話  | 全ての始まり       | 山田由香   | 大嶋博之 |        |
| 第5話  | 相合い傘           | 山田由香   | 大嶋博之 |        |
| 第6話  | 両親たち           | 山田由香   | 大嶋博之 |        |
| 第7話  | 入江さん           | 山田由香   | 大嶋博之 |        |
| 第8話  | 彼なりの勉強法     | 山田由香   | 大嶋博之 |        |
| 第9話  | 松尾と千穂         | 山田由香   | 大嶋博之 |        |
| 第10話 | Beach Time         | 山田由香   | 大嶋博之 |        |
| 第11話 | 祭りの夜           | 山田由香   | 大嶋博之 |        |
| 第12話 | リンゴ飴ハンマー   | 山田由香   | 大嶋博之 |        |
| 第13話 | おもひで話         | 山田由香   | 大嶋博之 |        |
| 第14話 | ハロウィン！       | 山田由香   | 大嶋博之 |        |
| 第15話 | 願望・無感動・至高 | 山田由香   | 大嶋博之 |        |
| 第16話 | 松尾対策           | 山田由香   | 大嶋博之 |        |
| 第17話 | あっくんのお泊り会 | 山田由香   | 大嶋博之 |        |
| 第18話 | クリスマス☆        | 山田由香   | 大嶋博之 |        |
| 第19話 | 謹賀新年           | 加百優喜雄 | 大嶋博之 |        |
| 第20話 | 美化活動           | 加百優喜雄 | 大嶋博之 |        |
| 第21話 | 直球の言葉         | 山田由香   | 大嶋博之 |        |
| 第22話 | スタートライン     | 山田由香   | 片貝慎   | 片貝慎 |
| 第23話 | ネギ人形           | 山田由香   | 大嶋博之 |        |
| 第24話 | キライ...          | 山田由香   | 片貝慎   |        |
| 第25話 | あっくんとカノジョ | 山田由香   | 片貝慎   |        |

### 放送局
| 放送期間                                       | 放送時間                                                  | 放送局   | 対象地域 | 備考                      |
| ---------------------------------------------- | --------------------------------------------------------- | -------- | -------- | ------------------------- |
| 2018年4月6日 - 9月21日                         | 金曜 22:30 - 22:35                                        | AT-X     | 日本全域 | CS放送 / リピート放送あり |
| 2018年4月10日 - 6月26日 2018年7月3日 - 9月25日 | 火曜 1:10 - 1:15（月曜深夜） 火曜 1:00 - 1:05（月曜深夜） | TOKYO MX | 東京都   |                           |

| 配信開始日    | 配信時間           | 配信サイト                                                      |
| ------------- | ------------------ | --------------------------------------------------------------- |
| 2018年4月6日  | 金曜 22:30 更新    | Rakuten TV ニコニコ動画 GYAO! あにてれ ビデオマーケット DMM.com |
| 2018年4月7日  | 土曜 12:00 更新    | dアニメストア                                                   |
|               | 土曜 23:25 - 23:30 | AbemaTV                                                         |
| 2018年4月8日  | 日曜 0:00 更新     | auビデオパス J:COMオンデマンド milplus                          |
| 2018年4月23日 | 月曜 12:00 更新    | バンダイチャンネル                                              |

### BD / DVD
第1巻には後述の朗読劇のチケット優先販売申込券が封入された。
| 巻 | 発売日         | 収録話          | 規格品番 | 規格品番 |
| 巻 | 発売日         | 収録話          | BD       | DVD      |
| -- | -------------- | --------------- | -------- | -------- |
| 1  | 2018年8月31日  | 第1話 - 第12話  | SMIB-26  | SMID-12  |
| 2  | 2018年11月30日 | 第13話 - 第25話 | SMIB-27  | SMID-13  |

## 朗読劇
テレビアニメ放送期間中に朗読劇としての上演が発表された。「あっくんとカノジョ〜松尾真砂の日常〜」といったタイトルで、松尾真砂を主人公に置いたストーリーとなっている。松尾真砂役はアニメ版で声優を務める植田圭輔が据え置かれた。
2018年10月25日・26日の2日間、科学技術館サイエンスホールで全2公演が行われた。演出は西原翔吾、脚本は和泉育実。